# Họ Mã tang
Họ Mã tang (danh pháp khoa học: Coriariaceae) là họ chỉ chứa một chi duy nhất (Coriaria). Nó bao gồm khoảng 5-24 loài cây bụi hay cây gỗ nhỏ, phân bổ rời rạc trong khu vực ôn đới ấm trên thế giới, có mặt tại các khu vực Trung và Nam Mỹ dọc theo dãy Andes, Nhật Bản, bắc Ấn Độ, nam Trung Quốc, đông nam bán đảo Iberia, New Zealand và các đảo trên Thái Bình Dương.
Lá của chúng là dạng lá đơn, mọc đối thành vòng xoắn, dài 2–9 cm, không có lá kèm. Hoa mọc thành cụm hoa dạng cành, dài 2–30 cm, mỗi hoa đơn lẻ nhỏ, màu ánh lục, với 5 cánh hoa. Quả là dạng quả mọng nhỏ màu đen bóng (đôi khi màu vàng hay đỏ), rất độc ở vài loài, mặc dù quả của C. terminalis lại là ăn được.
Loài có mặt tại khu vực Địa Trung Hải là C. myrtifolia được người ta gọi là redoul, còn các loài ở New Zealand được người Māori gọi là tutu.
Loài ở Nam Mỹ C. ruscifolia là loại cây leo thường xanh, gọi là deu hay huique, và quả của nó được sử dụng ở miền nam Chile để làm bả chuột.

## Các loài
- Coriaria angustissima Hook.f.
- Coriaria arborea Lindsay
- Coriaria atropurpurea Moc. & Sessé cũ DC. (đồng nghĩa Coriaria thymifolia Humb. & Bonpl. cũ Willd.)
- Coriaria cuneifolia Sessé & Moc.
- Coriaria japonica A.Gray: Mã tang Nhật Bản
  - Coriaria japonica A.Gray phân loài intermedia (Matsum.) T.C.Huang (đồng nghĩa Coriaria intermedia Matsum.): Mã tang Đài Loan
- Coriaria kweichovensis Hu
- Coriaria × luracparva Allan
- Coriaria lurida Kirk
- Coriaria nepalensis Wall.: Mã tang
- Coriaria papuana Warb.
- Coriaria phylicifolia Humb. & Bonpl. cũ Willd.
- Coriaria plumosa W.R.B.Oliv.
- Coriaria pottsiana W.R.B.Oliv.
- Coriaria procumbens Whitl. cũ Hoffmanns.
- Coriaria pteridoides W.R.B.Oliv.
- Coriaria ruscifolia L.
  - Coriaria ruscifolia phân loài microphylla (Poir.) L.E.Skog (đồng nghĩa Coriaria microphylla Poir.)
- Coriaria sarlurida Cockayne & Allan
- Coriaria × sarmangusta Allan
- Coriaria sarmentosa G.Forst.
- Coriaria sinica Maxim.
- Coriaria summicola Hayata
- Coriaria terminalis Hemsl.: Thảo mã tang
- Coriaria tinctoria Dulac (đồng nghĩa Coriaria hermaphrodita Turra, Coriaria myrtifolia L.)
- Coriaria tutu Lindsay

## Hình ảnh

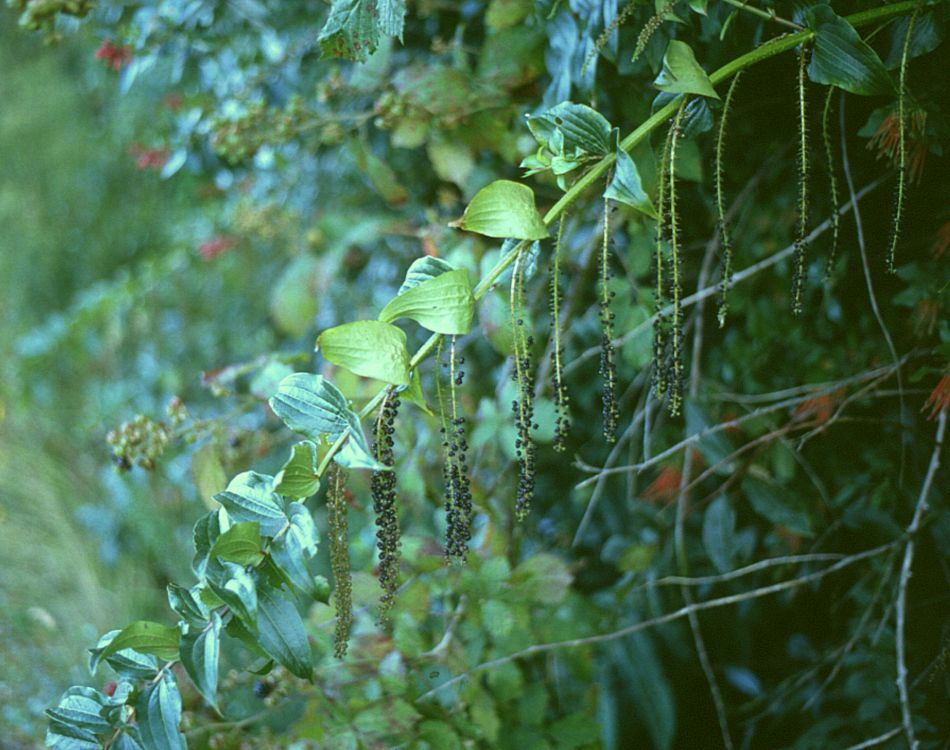
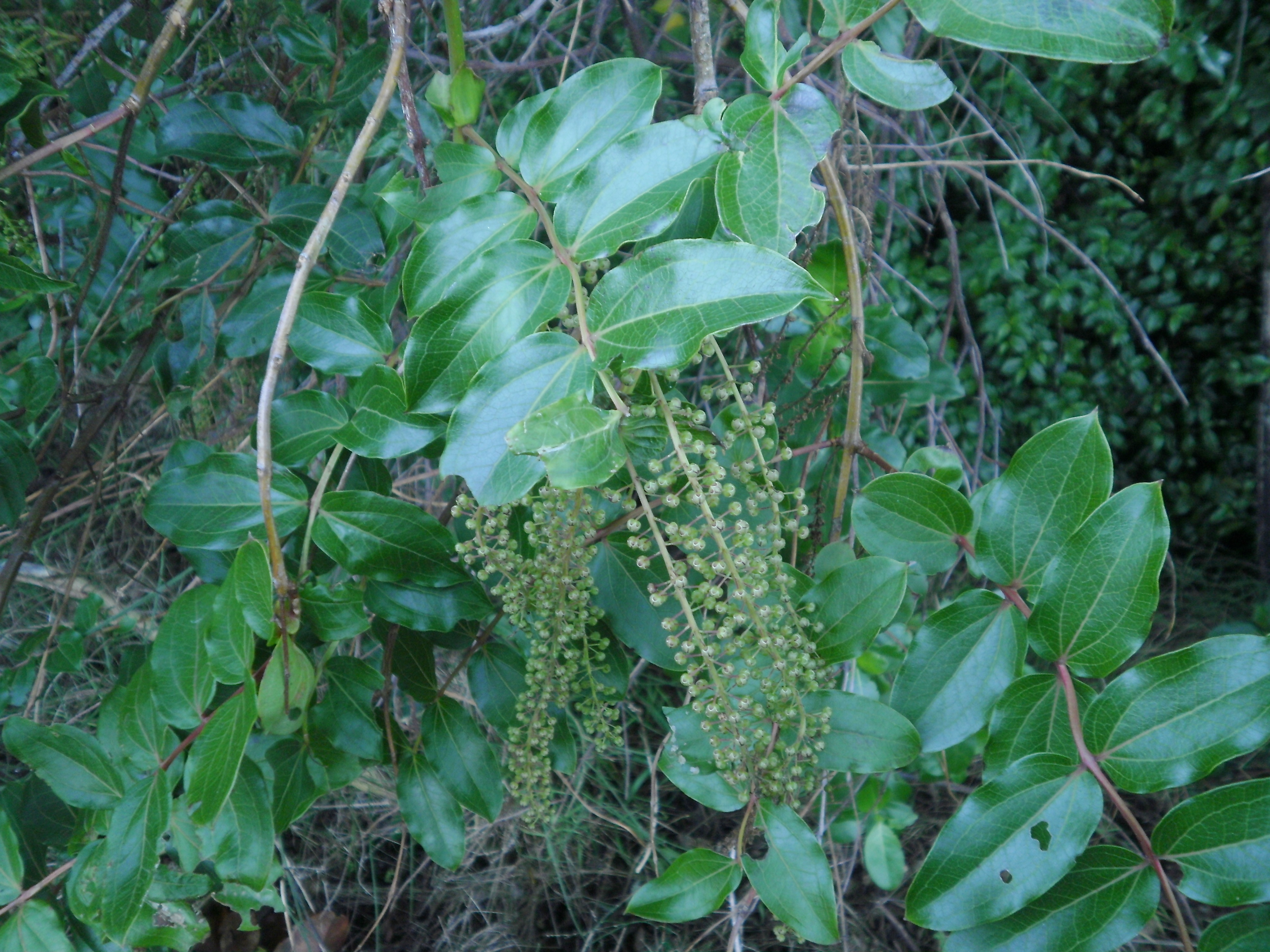
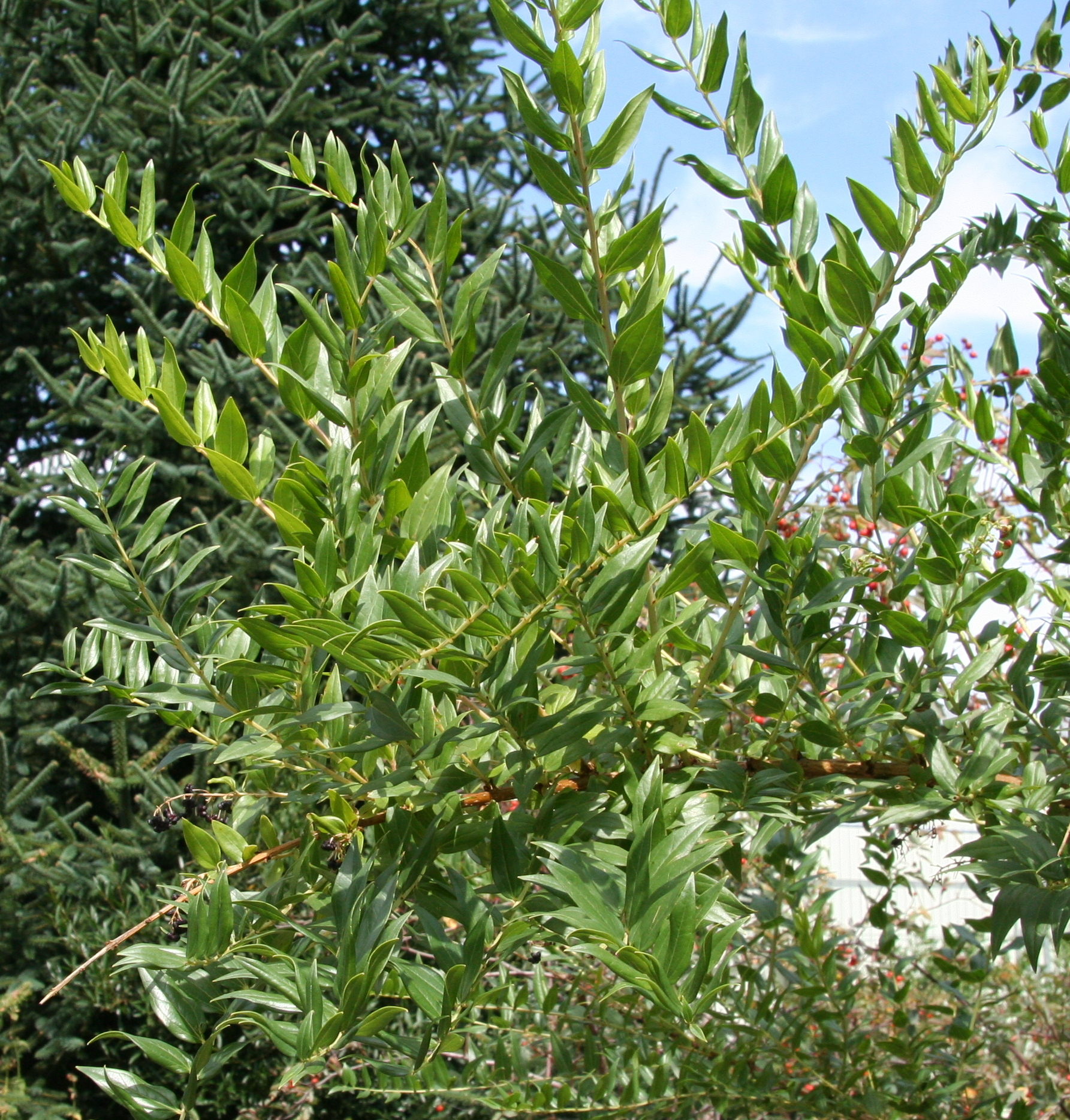